# De loterij van Babylonië
"De loterij van Babylonië" (Spaans: La Lotería en Babilonia) is een verhaal van de Spaanstalige Argentijnse schrijver Jorge Luis Borges. Het verhaal werd voor het eerst gepubliceerd in 1941 in de bundel De tuin met zich splitsende paden, welke in 1944 in zijn geheel werd het opgenomen in Borges’ verhalenbundel Fantastische verhalen (Ficciones). De Nederlandse vertaling uit 1988 is van Barber van de Pol.

## Inhoud

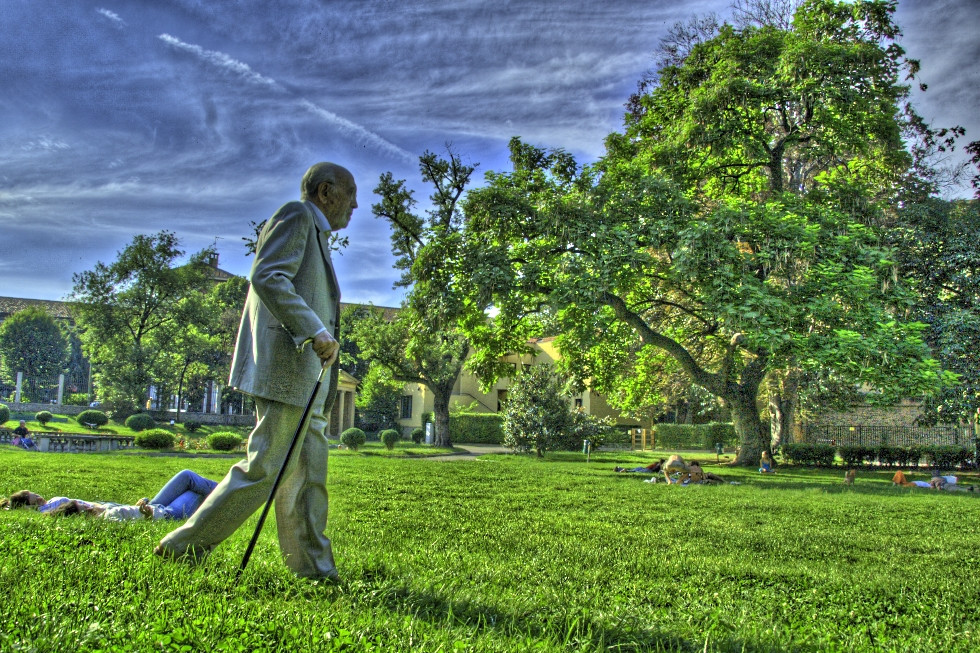
Zoals alle mannen in Babylon ben ik preconsul geweest; zoals iedereen slaaf; ook heb ik almacht, smaad, gevangenissen gekend (openingszin van De loterij van Babelonië)

De loterij van Babylonië geeft een beschrijving van het leven in de oude, mythische stad Babylon, waar alles wat er gebeurt, grote dingen, kleine dingen, wordt bepaald door een allesomvattende loterij. De loterij begon ooit als een gewoon kansspel, waarbij mensen een geldelijke beloning konden winnen. Later werd dat begrip beloning verruimd en konden er ook boetes aan een lot worden verbonden. Allengs werd het hele loterijsysteem allesbepalend binnen de Babylonische samenleving: "Een gelukkige uitkomst kon iemands verheffing bewerkstelligen tot de raad van magiërs of de gevangenschap van een publieke of persoonlijke vijand, of de ontmoeting in het vredige duister met de vrouw die een beginnende onrust in ons teweegbrengt, of die we niet verwachten terug te zien; een ongelukkige uitkomst: verminking, diverse vormen van smaad, de dood".
Naar algemene veronderstelling werd de loterij, inclusief het bepalen van aan de loten verbonden prijzen en boetes, georganiseerd door 'De Maatschappij'. Aanvankelijk moesten de loten naar verluidt ook bij haar gekocht worden, maar op een gegeven moment werd de verkoop van loten tegen betaling afgeschaft. "Eenmaal ingewijd in de mysteriën van Baal, nam ieder mens automatisch deel aan de gewijde trekkingen, die om de zestig nachten plaatsvonden in de labyrinten van de god en zijn lot bepaalden tot de volgende trekking". 
Allengs ontstond er te Babylon steeds meer onrust rondom de loterij. Er kwamen klachten en er werd zelfs van magie gesproken. De Maatschappij weerlegde de kritiek echter in een leerstellig stuk, opmerkende "dat de loterij een inlassing is van het toeval in de wereldorde en dat het aanvaarden van vergissingen niet in tegenspraak is met het lot: het wordt erdoor versterkt".
Uiteindelijk werden de trekkingen zo complex, met grote reeksen aan elkaar verbonden beloningen en boetes, dat het op een gegeven moment nauwelijks meer mogelijk was te onderscheiden wat nog het gevolg was van de loterij en wat nog de invloed van het gewone toeval, "soms ook wel god genoemd". 
De Maatschappij bleef echter "met goddelijke bescheidenheid" iedere publiciteit mijden en deed haar werk in alle stilte, volledig onzichtbaar. Dat stilzwijgende functioneren, vergelijkbaar met god, leidde tot allerlei veronderstellingen: "Zo wordt verachtelijk genoeg verondersteld dat De Maatschappij al eeuwen niet meer bestaat en dat de heilige wanorde van onze levens zuiver overgeërfd, overgeleverd is; volgens een andere veronderstelling is zij eeuwig en zal ze voortbestaan tot de laatste nacht, wanneer de laatste god de wereld vernietigt". Het verhaal sluit af met de zin: "Niet minder snood is de veronderstelling dat het niet uitmaakt of we de werkelijkheid van de duistere coöperatie bevestigen dan wel ontkennen, daar Babylonië niets anders is dan een oneindig kansspel".

## Duiding
Het verhaal van De loterij van Babylonië kan op de eerste plaats worden gezien als een metafoor voor de rol van het toeval in ons leven. Uiteindelijk zullen we nooit weten wat de dag van morgen ons zal brengen. 
Het verhaal kan in een iets andere zin ook worden gezien als een allegorie van het goddelijke, of de Zeus. De Maatschappij, almachtig en onzichtbaar, hanteert een vorm van volledige willekeur, tegelijkertijd gekoppeld aan een vorm van lotsbestemming, als herkenbaar in de meeste religies.
Uiteindelijk is De loterij van Babylonië ook simpelweg een verhaal over de zin en betekenis van het leven, en over de vraag of er al dan niet sprake is van een 'hogere macht', een thema dat vaker terugkeert in het werk van Borges.